# Beppo (Lord Byron)
Beppo est un poème de Lord Byron, écrit à Venise en 1817. Beppo est sa première tentative d’adaptation de l’Ottava rima italienne qu’il a beaucoup admirée chez Luigi Pulci, qui encourage son goût pour les digressions satiriques. En cela, il est le précurseur de son célèbre Don Juan.

## Résumé
Le poème, sous titrée « Une histoire vénitienne », narre l’histoire d'une dame de la noblesse vénitienne, Laura, dont le mari, Beppo, diminutif de Giuseppe, a disparu en mer depuis trois ans. Sans verser beaucoup de larmes, elle se plie à la coutume vénitienne et prend finalement un Chevalier Servant, nommé simplement le Comte. Mais lorsque tous deux se rendent au Carnaval, où la beauté de Laura est dûment admirée, elle est étroitement surveillée par un Turc, qui se révèle être son mari disparu. Beppo explique qu'il a été capturé et réduit en esclavage, mais a été libéré par des pirates dont il a rejoint la bande. Maintenant qu'il s’est enrichi dans la piraterie, il souhaite redevenir chrétien et réclame son épouse. Laura retourne auprès de son mari, qui devient l’ami du Comte.

## Analyse
Le plus grand mérite de son poème repose dans sa comparaison entre les mœurs anglaises et italiennes, défendant l’idée que l’aversion anglaise pour l’adultère est plus hypocrite en regard de la pratique italienne du Chevalier Servant, peut-être choquante mais plus honnête. Il cherche à montrer aussi, qu’en comparaison avec ses Poèmes Orientaux de 1813, cette attitude permissive profite à tous ses participants.
Le poème possède de nombreuses caractéristiques byroniennes : la structure digressive, les sujets de moqueries habituels aux lecteurs de Byron (les femmes de lettres, les autres poètes, dont Southey, qui apparaît sous le nom de Botherby). Par ailleurs, comme il l’a fait dans Childe Harold et plus tard dans Don Juan, il mélange fiction et autobiographie.

## Sources
- (en) Cet article est partiellement ou en totalité issu de l’article de Wikipédia en anglais intitulé « Beppo (poem) » (voir la liste des auteurs).